# Luis Aizpuru y Mondéjar
Luis Aizpuru y Mondéjar (Ferrol, 1857 – Madrid, 1939) est un militaire et homme politique espagnol.
Après une carrière dans des unités combattantes en métropole (troisième guerre carliste) et à Cuba (guerre d'indépendance cubaine), il reçut une affectation dans le Maroc espagnol, où il prit part aux premières avancées militaires espagnoles accomplies en 1909 au départ de Melilla.
Nommé commandant général de Melilla en 1915, il s’évertua, à l’instar de son prédécesseur Gómez Jordana, de privilégier le travail de persuasion politique (au lieu de la conquête par les seules armes) pour imposer l’autorité espagnole sur le Rif, raison pour laquelle il fut réticent en 1915 à faire écrouer le futur chef rifain Abdelkrim. Promu lieutenant-général en 1920, il s’en retourna en métropole et fut remplacé par Silvestre, davantage porté sur la méthode militaire de conquête. En Espagne, Aizpuru remplit des fonctions de direction dans l’armée de terre, avant d’être nommé ministre de la Guerre (mai 1923–septembre 1923).
Mis dans le secret du coup d’État de Primo de Rivera de 1923, il collabora avec le nouveau régime et fut désigné par celui-ci haut-commissaire au Maroc (instance politique et militaire suprême du protectorat) alors que suivait son cours la pénible reconquête après la défaite d’Anoual de 1921. Débordé par les problèmes qu’il eut alors à gérer (attaques des troupes d’Abdelkrim, perfidie de Raïssouni, projets d’évacuation, notamment de Chefchaouen, dissensions chez les militaires, échec patent du mode opératoire politique), il remit sa démission après seulement une année à ce poste.

## Biographie

### Formation et débuts dans la carrière militaire
Fils d’un pharmacien militaire, Luis Aizpuru s’engagea en mars 1872 dans l’armée comme cadet d’infanterie, et remplit ensuite divers offices en métropole d’abord, notamment dans la troisième guerre carliste, où il fut promu capitaine eu égard à sa bonne conduite lors des combats de Montejurra en février 1876, puis à Cuba, où, doté du grade de commandant, il participa à la campagne de Cuba, de 1895 jusqu’au terme du conflit en 1898.

### Premières années au Maroc
En novembre 1905, ayant reçu une affectation dans le Maroc espagnol, Aizpuru, entre-temps promu lieutenant-colonel, arriva à Melilla pour y prendre le commandement d’un bataillon du régiment d’infanterie Melilla, à la tête duquel il atteignit le 13 avril 1908 par voie de terre le fortin de la Restinga, sur la Mar Chica, dans le cadre d’une avancée en territoire marocain menée à partir de Melilla en réaction à l’opposition des kabilas à la figure de Rogui Bou Hmara, prétendant au trône du Maroc. L’année suivante, il poussa par la vallée de Kebdana jusqu’à Souk el-Arbaa.
En avril 1909, il fut nommé commandant en chef de la Brigade disciplinaire, avec laquelle, intégrée dans une colonne sous les ordres du général Marina, et dans le cadre de la dénommée campagne du Rif qui venait de commencer, il parvint le 9 juillet jusqu’à Sidi Ahmed el Hach. Le 29 septembre de la même année, au sein d’une nouvelle colonne commandée par le général Arizón, il prit part à la prise par les Espagnols du pic Basbel, l’un des sommets du massif du Gourougou. En récompense de son action, il fut promu au rang de colonel, et se vit confier le commandement d’un régiment d’infanterie África, cantonné à Melilla. À l’occasion de la visite dans cette ville en janvier 1911 du roi Alphonse XIII, Aizpuru fut désigné chef du Campement royal.
Pour ses mérites de guerre dans les opérations menées au cours des mois d’août à décembre 1911 dans le contexte de la dénommée guerre du Kert, plus particulièrement le 27 décembre à la tête de la colonne qui s’était emparée de Ras Médoua, il fut gratifié d’un avancement au grade de général de brigade. Au même moment, il se vit confier le commandement de la deuxième brigade de la Division organique de Melilla, poste où il poursuivit sa progression sur le tableau d’avancement, jusqu’au grade de général de division en juillet 1915, obtenu pour mérites de guerre.

### Commandant général de Melilla (1915 – 1920)
La même année 1915, Aizpuru fut nommé commandant général de Melilla,,, auquel titre il s’attacha à poursuivre l’œuvre de son prédécesseur, le général Gómez Jordana, c’est-à-dire de combiner l’action militaire et l’effort de persuasion politique, mais en mettant l’accent sur cette dernière. S’y était ajoutait le fait que, depuis l’éclatement de la Première Guerre mondiale, et sur les instances de la France, qui aspirait à maintenir son  protectorat marocain en situation pacifiée pour la durée du conflit en Europe, les opérations militaires sur la zone assignée à l’Espagne se trouvaient fortement réduites. Aizpuru avait été la personne de confiance de Gómez Jordana depuis 1913, et allait le rester jusqu’à la mort de celui-ci en 1918, les deux hommes formant un tandem porteur d’un savoir exhaustif sur tout ce qui concernait la Comandancia General de Melilla. Comme Aizpuru connaissait bien le particularisme rifain, Jordana avait pleine confiance en lui et faisait grand cas de ses conseils et suggestions. En particulier, tous deux postulaient l’opportunité d’un débarquement à Al Hoceïma en vue de réaliser l’objectif de pacifier l’ensemble de la zone assignée à l’Espagne et de mettre en œuvre les obligations liées au traité de Fez instituant le protectorat. Aizpuru, s’adressant à Jordana, écrivait en 1913 que « le sujet d’El Hoceïma est pour nous de la plus grande importance, car il y a lieu de franchir un pas décisif dans notre zone orientale du Protectorat ». Débarquer dans la baie d’El Hoceïma était considéré par eux comme « l’opération définitive », et Ajdir, bourg natal d’Abdelkrim, le futur dirigeant rifain, était vu par Jordana comme la clef du débarquement envisagé. Le général Silvestre en revanche se proposait d’atteindre El Hoceïma par voie de terre au départ de ses bases militaires récemment établies dans la kabila de Tensamane et de soumettre ainsi les réfractaires de Beni Ouriaghel — projet insensé aux yeux de ses prédécesseurs Aldave, Jordana et Aizpuru, qui tenaient que l’asujettissement des Beni Ouriaghel ne pouvait être obtenue qu’en s’emparant directement par la mer de positions sur le littoral d’El Hoceïma, avec la collaboration de certaines fractions des kabilas proches de la côte.
En septembre 1915, Abdelkrim, alors encore fonctionnaire au service de l’Espagne, fut incarcéré par Jordana, haut commissaire depuis juillet, sur la base d’une enquête diligentée à la suite de certaines déclarations faites par Abdelkrim, portant non seulement qu’il détestait la France, mais encore que, s’il acceptait que l’Espagne consolide ses positions à Melilla et étende ses lignes jusqu’au Kert, tout le reste en revanche serait territoire interdit pour l’Espagne et pour toute autre puissance, quelle qu’elle soit, car « son ardent désir est d’obtenir l’indépendance du Rif non encore occupé »,,. Le chef d’accusation d’avoir entretenu des liens de conspiration avec des agents turcs arrivés à Ajdir en novembre 1914 était fondée uniquement sur le rapport d’un capitaine espagnol et ne sera corroboré par aucun élément matériel ultérieur. Dans un premier temps, Aizpuru refusa à Abdelkrim la permission de se rendre dans son bourg natal d’Ajdir pour se réunir avec son père à l’occasion de la fin du ramadan ; celui-ci, également suspect, devait être mis en détention sur ordre d’Aizpuru, en mettant à profit la convocation des notables de Beni Ouriaghel sur l’îlot d’El Hoceïma, à laquelle le père se garda cependant d’apparaître. Après avoir entendu Abdelkrim une deuxième fois début septembre 1915, et alors qu’ils avaient penché pour son innocence, Aizpuru et le fils de Jordana, envoyé sur place en mission par son père, tendaient au contraire désormais, sur la foi de signes extérieurs (« un feu dans le regard délateur », « baissant alors les yeux », etc.), à le considérer « peu loyal ». Pourtant, les risques d’une rupture de l’Espagne avec la prestigieuse famille Abdelkrim faisait hésiter Aizpuru, qui peu auparavant s’apprêtait déjà à l’emprisonner,. Cependant, Jordana lui-même avait tranché entre-temps et décidé qu’Abdelkrim fils ne pouvait plus ni demeurer dans ses fonctions, ni conserver sa liberté, et décida par conséquent de le limoger, de l’inculper de haute trahison et, dans l’attente du jugement, de le faire mettre en forteresse le 6 septembre 1915. Cependant, faute de preuves, le rapport du juge auditeur conclut à un non-lieu, et en conséquence, le 20 novembre 1915, Aizpuru déclara close l’action de la justice, mais le haut-commissaire Jordana, intervenant dix jours après, en sa qualité d’instance politique suprême, ordonnait le maintien d’Abdelkrim en détention jusqu’à ce que lui-même en décide autrement ou bien que, au vu des circonstances, le général Aizpuru puisse lui proposer le pardon. Le 7 février 1916, Aizpuru préconisait dans un rapport qu’Abdelkrim soit réintégré dans ses fonctions et que soient financées les études d’ingénieur de son frère cadet à Madrid, en faisant valoir que cela « nous procurerait des otages et nous garantirait [la] coopération [du père] » ; pourtant, Abdelkrim n’allait pas être libéré avant août 1916. Plus tard, Abdelkrim déclara lors de son fameux entretien avec le journaliste Luis de Oteyza en août 1922 qu’il « n’avait jamais eu à se plaindre d’Aizpuru »,.
En 1919, la Première Guerre mondiale terminée, il fallut songer à avancer sur le Rif central, en vue de quoi Aizpuru se tourna vers l’action militaire, et se proposa d’atteindre Tafersit et de cerner ce faisant, par un mouvement enveloppant, la kabila de Beni Saïd, mais se heurta bientôt à la résistance de la harka nombreuse de Bou Rahail. Néanmoins, Aizpuru avait, dans l’ensemble, réalisé une œuvre de « pacification » et éloigné de Melilla la pression hostile du Rif. Au contraire de la partie occidentale du Protectorat, celle orientale apparaissait relativement tranquille sous l’action graduée et circonspecte d’Aizpuru. Il fut remplacé en janvier 1920 par le fougueux général Silvestre, qui allait se montrer peu enclin à l’action politique et privilégiait la conquête militaire.

### Chef d’état-major (janvier 1922 – septembre 1923) et ministre de la Guerre (mai 1923 –septembre 1923)
Après avoir été élevé au rang de lieutenant-général par un Décret royal de janvier 1920, Aizpuru revint en métropole où il fut appelé à remplir tour à tour les fonctions de membre du Conseil suprême de la Guerre et de la Marine, de capitaine général de la 3e région militaire (correspondant grosso modo au Levant et à Murcie), et de chef d’état-major central de l’armée de terre entre janvier 1922 et juillet 1923. Ce dernier office le conduisit à siéger à la conférence de Pizarra, où il plaida pour la mise en œuvre de moyens politiques et rejeta l’opération terrestre sur Al Hoceïma telle que proposée par la Comandancia General de Melilla, alors dirigée par Silvestre.
Nommé ministre de la Guerre par Décret royal en mai 1923, Aizpuru resta, à la veille de la dictature de Primo de Rivera, titulaire de ce portefeuille entre le 26 mai et le 15 septembre 1923 dans deux des gouvernements García Prieto. Il figure parmi ceux que le général Primo de Rivera contacta à Madrid préalablement à son coup d’État militaire de septembre de la même année. Sitôt présentée sa démission au nouveau chef de gouvernement, il fut nommé haut commissaire au Maroc et général en chef de l’armée espagnole en Afrique,,, en remplacement de Luis Silvela, l’un des très rares civils parmi les hauts commissaires qui se sont succédé depuis 1913, lequel du reste se sentait peu écouté, voire était court-circuité, à telle enseigne qu’Aizpuru lui-même avait, à l’encontre de la règle établie, envoyé un sien rapport directement au commandant général de Melilla sans en passer par le haut commissaire.

### Haut-commissaire au Maroc (septembre 1923 –octobre 1924)

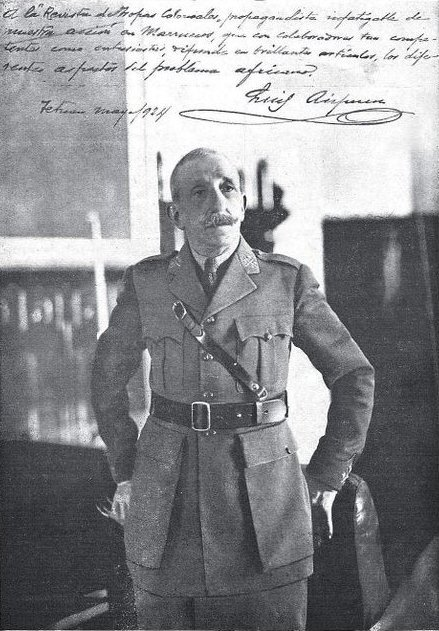
Aizpuru en qualité de haut commissaire au Maroc, mai 1924.

Porteur d’instructions précises de Primo de Rivera, lequel était notablement abandonniste (partisan de l’abandon du Maroc par l’Espagne) et par conséquent peu tenté d’enclencher une escalade des opérations de guerre pour atteindre ses objectifs par le seul usage des armes, Aizpuru, en exécution de son programme politique, se proposa peu après sa prise de fonction de renouveler le pacte avec Raïssouni conclu auparavant par Burguete. À cet effet, il n’hésita pas à avoir une entrevue avec lui en octobre 1923,, nonobstant que le chef jbali ait à ce moment-là perdu une grande partie de son pouvoir de naguère, et qu’en outre il n’ait jamais eu l’intention de tenir ses engagements. En février 1924, Aizpuru vint à Madrid conférer avec les membres du Directoire et s’employa à les mettre au fait de la situation au Maroc.
Pendant le mandat d’Aizpuru comme haut commissaire, Abdelkrim accrut sa pression militaire et menaçait les positions espagnoles de la zone du Lau, puis celles établies sur la ligne de front courant de Chefchaouen à Tétouan ainsi que le territoire limitrophe, réussissant à couper leurs communications. La situation était devenue intenable à l’été 1924, de sorte que le général Primo de Rivera finit par ordonner l’évacuation desdites positions sur Tétouan. Aussi, en septembre 1924, apparaissait-il évident que l’action politique avait été un échec, tandis que l’action militaire traversait l’une de ses plus mauvaises passes depuis le début des campagnes au Maroc en 1909. De l’atmosphère tendue dans le secteur oriental témoigne le communiqué envoyé par le général José Sanjurjo, alors commandant général de Melilla, à l’attention du président du Directoire, et dans lequel il déclarait n’avoir pas foi dans le plan d’évacuation. Aizpuru, débordé par les tensions et par le malaise régnant dans l’armée coloniale, plus particulièrement à la Comandancia de Melilla, remit sa démission le 16 octobre 1924 « pour raisons de santé », et le jour même, Primo de Rivera, qui avait obtenu du roi d’être nommé à ce poste, assuma lui-même à la fois les fonctions de haut commissaire et de commandant en chef de l’armée d’opération en Afrique,,.

### Retour en métropole
En disponibilité à Madrid, Aizpuru fut nommé capitaine général des Baléares en mars 1926 et siégea comme membre de l’Assemblée nationale consultative de la dictature primorivériste de 1927 à 1930.
En décembre 1932, après la proclamation de la république en 1931, la Commission des responsabilités dans le coup d’État de 1923, érigée en tribunal, requit une instruction contre lui, à l’issue de laquelle il fut condamné et congédié de l’armée.
Le fils d’Aizpuru, le lieutenant-colonel José Aizpuru Martín-Pinillos, était dans la période précédant le coup d’État de juillet 1936 l’homme de confiance de Mola au sein de l’état-major de Burgos. Décrit comme l’« ami particulier » et comme « homme de toute confiance » de Mola, il officia au service de celui-ci comme un informateur efficace.